# Sven Backström
Sven Mauritz Backström, född 20 januari 1903, död 18 mars 1992 i Stockholm, var en svensk arkitekt.
Sven Backström praktiserade först på Kooperativa förbundets arkitektkontor, KFAI och sedan 1932–1933 hos Le Corbusier i Paris. Tillsammans med Leif Reinius, som han redan träffade under sin utbildning på Kungliga Tekniska Högskolan 1925–1929, startade han 1936 arkitektkontoret Backström & Reinius Arkitekter AB. Backström var även verksam som formgivare och finns representerad med en skål vid Nationalmuseum  i Stockholm. Han är begravd på Ekerö kyrkogård.
Sven Backström var far till Adam Backström.